# Legousia scabra
Legousia scabra là loài thực vật có hoa trong họ Hoa chuông. Loài này được (Lowe) Gamisans mô tả khoa học đầu tiên năm 1985.